# Thamnostylum piriforme
Thamnostylum piriforme är en svampart som först beskrevs av Georges Bainier, och fick sitt nu gällande namn av Arx & H.P. Upadhyay 1970. Thamnostylum piriforme ingår i släktet Thamnostylum och familjen Syncephalastraceae.   Inga underarter finns listade i Catalogue of Life.